# Buyanggu
Bố Dương Cổ (tiếng Mãn: ᠪᡠᠶᠠᠩᡤᡡ, chuyển tả: Buyanggū, tiếng Trung: 布揚古; bính âm: Bùyánggǔ, ? - 1619), thành viên của Diệp Hách Na Lạp thị, con trai của Bố Trại, là Diệp Hách Bối lặc (Tây thành) cuối cùng.
Lúc đầu Bố Dương Cổ kế vị, chuyện hôn sự của em gái là Đông Ca khá nan giải. Sau nhiều lần không thích hợp, cuối cùng đã quyết định gả cho con trai của Bối Cáp Đạt Nhĩ Hán Bối lặc của Khách Nhĩ Khách (Khalkha) Mông Cổ là Mãnh Cổ Nhĩ Đại.
Năm Vạn Lịch thứ 47 (1619), triều đình nhà Minh phát động trận Tát Nhĩ Hử, Diệp Hách cùng quân Minh cũng xuất quân tiến đánh Hậu Kim tuy nhiên kết quả là thất bại. Cùng năm, Nỗ Nhĩ Cáp Xích tiến đánh Diệp Hách. Diệp Hách Bối lặc là Kim Đài Cát và Bố Dương Cổ trấn giữ hai thành Đông và Tây. Nỗ Nhĩ Cáp Xích cho Ngạch Diệc Đô đánh Đông thành, Đại Thiện vây Tây thành. Một vài ngày sau, Nỗ Nhĩ Cáp Xích đào đất công phá Đông thành, Kim Đài Cát chết. Bố Dương Cổ nghe tin Đông thành bị phá, sai em trai là Bố Nhĩ Hàng Cổ đến xin hàng, thỉnh Đại Thiện không giết. Đại Thiện đồng ý, Bố Dương Cổ và mẹ minh thệ, cuối cùng đầu hàng. Tuy nhiên, Bố Dương Cổ về sau bị giết, em trai Bố Nhĩ Hàng Cổ sau được gia nhập vào Bát kỳ, thuộc Chính Hồng kỳ, được ban Tam đẳng Phó tướng.
Minh Thần Tông hay tin Diệp Hách thành bị phá, lệnh cho Diêu Tông Văn (姚宗文) vượt Trường Thành tìm kiếm tử tôn của Diệp Hách để đối đãi, an ủi gia khuyến. Ngoài ra, đại thần triều Minh còn tấu thỉnh lập miếu thờ Kim Đài Cát, Bố Dương Cổ.